# That's so Raven
That's So Raven är en amerikansk TV-serie producerad av och för Disney Channel från 2003 till 2007. Huvudpersonen är Raven (Raven-Symoné), en tonårstjej med förmåga att se in i framtiden.

## Rollfigurer
- Raven Baxter – En synsk tonårstjej som älskar att shoppa och sy. Hon är nästan aldrig bråkig och är ganska barnslig.
- Chelsea – Ravens bästa vän. Chelsea är vegetarian och älskar djur och miljön. Hon är bra på en del sporter och är ganska korkad.
- Eddie – Vän till Raven och Chelsea. Är duktig på att rappa och spela basket.
- Cory Baxter – Ravens lillebror som gör allt för pengar och reta sin syster.
- Victor Baxter – Ravens och Corys pappa är mästerkock och håller alltid koll på Cory. Äger snabbmatsrestaurangen The Chill Grill.
- Tanya Baxter – Ravens och Corys mamma som är väldigt livlig, rolig men också hård när hennes barn gjort något fel. Vill gärna umgås lite mer med dem.
- William – Corys bästa och ende vän. Han är otroligt smart och gör allt för Cory.
- Alana – Skolans mobbare, hackar särskilt på Raven och hennes kompisar. Hon hänger alltid med hennes vänner Muffy och Loka. Hon blev avstängd från skolan och fick gå in militärskolan efter säsong 2.
- Bianca – När Alana började på militärskola blev Bianca skolans mobbare. Hon var så elak att hon blev utslängd från militärskolan.
- Muffy – En av Alanas vänner som gör precis som hon gör.
- Loka – Skolans hårding. Vän med Alana och Muffy.
- Rektor Lawler – En korkad rektor på Ravens skola som alltid spottar när han säger B eller P.

## Säsong 1
1. Prövning av vänskap
2. Mamma blir arresterad
3. Djurfest
4. Vakna Victor!
5. En fisk ringde Raven
6. Lukten av Victor
7. Kampanj i halsen
8. Spara synskheten Raven!
9. The Parties
10. Ja, dessa gamla datingspel
11. Dissande kusiner
12. Lär ditt barn väl
13. Motiverad galenskap
14. En hund med ett annat namn
15. Lördag eftermiddags feber
16. Ett bråk på operan
17. Jag önskar att jag var synsk
18. Om jag bara hade ett jobb
19. Operation Jultomte
20. Skilsmässproblem
21. Se eller inte se

## Säsong 2
I denna säsong börjar Raven kila stadigt med Devon Carter, men efter att hans pappa gifter om sig med en ny kvinna så flyttar han med sin familj bort från San Francisco, och Raven. Ravens och Corys pappa, Victor Baxter, öppnar restaurangen The Chill Grill.

## Säsong 3
Chelsea träffar olika killar under denna säsong, dock ingen som riktigt passar henne. Raven besöker sina släktingar på landet, där hon spelar både pappa, bebis och farmor själv.
Raven utvecklar sina designerdrömmar ytterligare då hon skaffar sig ett jobb.

## Skådespelare
- Raven-Symoné - Raven Baxter
- Orlando Brown - Eddie Thomas
- Anneliese van der Pol - Chelsea Daniels
- Kyle Massey - Cory Baxter
- Rondell Sheridan - Victor Baxter
- T'Keyah Crystal Keymáh - Tanya Baxter